# Крюковский тупик
Крю́ковский тупик — улица, расположенная в Юго-Восточном административном округе города Москвы в районе Лефортово. Крюковские улица и тупик получили своё название в XIX веке.

## Расположение
Тупик расположен в Юго-Восточном административном округе города Москвы в Лефортовом районе близ районов Соколиная гора, Нижегородский, Таганский и Басманный. В 500 метрах от тупика проходит Крюковская улица. Протяжённость тупика составляет 309 метров. Он начинается от Авиамоторной улицы и заканчивается во дворах. К тупику примыкает 2-я Синичкина улица.

## История

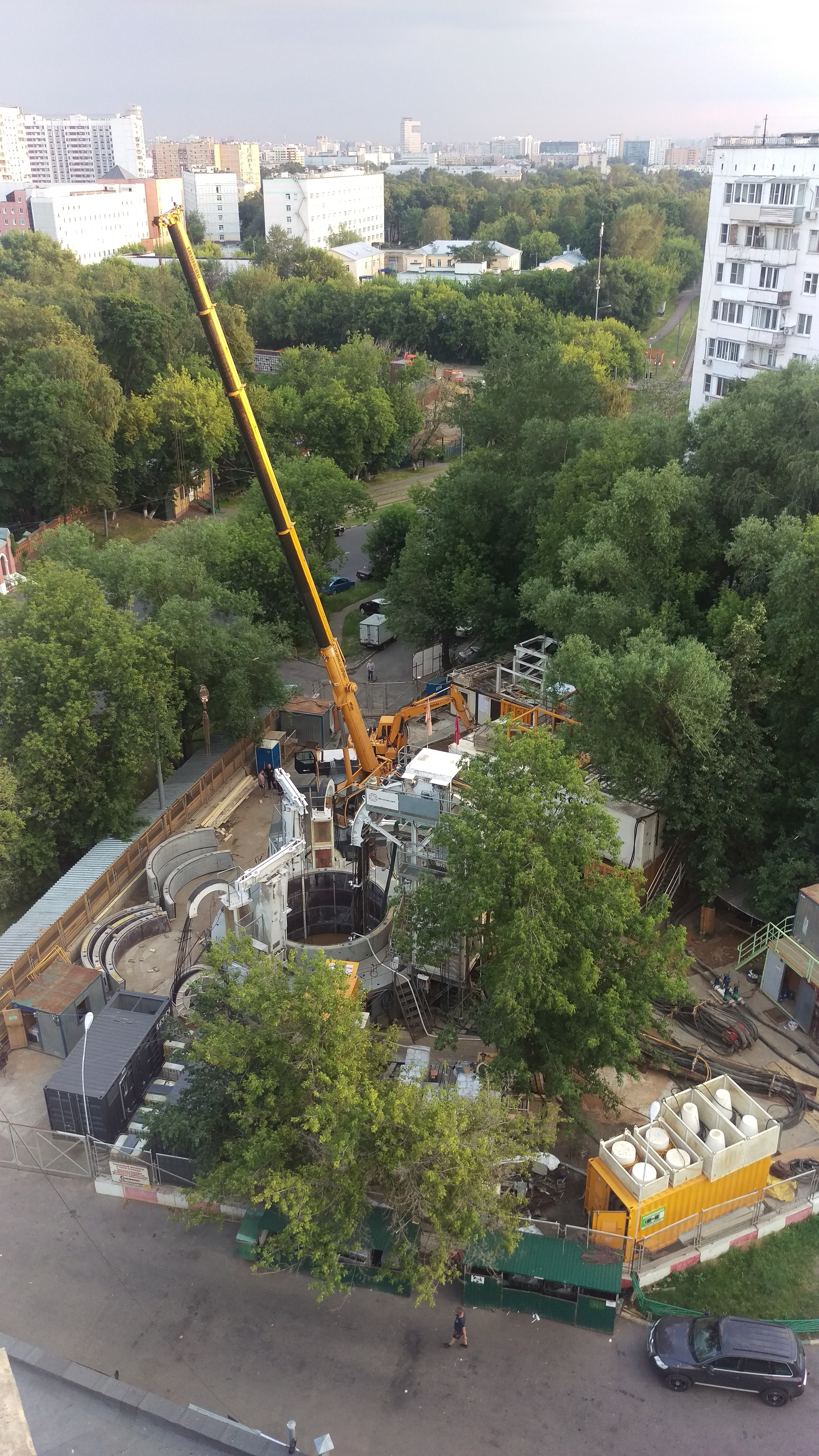
Строительство участка ТПК «Электрозаводская» — «Лефортово», 2016 год

Первые поселения на этой территории появились между современными Лонгиновской улицей и Мининским переулком. В XVIII веке в этой местности пролегала река Синичка и находился посёлок Крюковка, с которыми связаны названия улиц. По левой стороне реки шли дома разновременной постройки: кирпичные и деревянные. К востоку от Крюковки, у Анненгофской рощи находились арсенал и пороховые погреба Артиллерийской лаборатории. После прокладки линии Рязанской железной дороги пороховые погреба оказались отрезанными от рощи и района Лефортово.
Также на этой территории располагалось небольшое село Александровское. Его северо-восточная часть граничила с дачей Лонгиновой (в браке — княгини Козловской), дочери известного литератора и цензора Михаила Лонгинова.
В XIX веке улица Крюковка, пролегающая от улицы Госпитальный Вал до Лонгиновской улицы, получила название по находившемуся в этой местности селению Крюковка.
В 1950—1960 годах от дома № 20 по старой улице Крюковке (дом «Комиссионный») шёл проулок к нынешнему Институту проблем комплексного освоения недр РАН и ЦИАМу имени Баранова и ОПК, слева от которого располагались бараки, справа — жилые дома. Дома того времени не дошли до нашего времени, но сохранились деревья около дома № 18.
В 1935 году проулок получил современное название — Крюковский тупик.

## Культурные и другие объекты
В Крюковском тупике расположены преимущественно жилые дома, а также общеобразовательная школа № 424 и Институт проблем комплексного освоения недр РАН. Рядом находится вестибюль станции метро «Лефортово». Вдоль тупика высажено много деревьев, а в непосредственной близости находится Введенское кладбище.

## Транспорт
Ближайшая к улице станция метро:
- «Лефортово»

Ближайшая к улице железнодорожная станция:
- «Сортировочная»

Рядом с улицей находятся остановки наземного транспорта:
- Трамвай № 32, 43, 46;
- Автобус № 59, 730[12].